# Bogusław Droba
Bogusław Droba – polski biolog, hab. nauk rolniczych, profesor nadzwyczajny Katedry Chemii i Toksykologii Żywności Wydziału Biologicznego i Rolniczego Uniwersytetu Rzeszowskiego.

## Życiorys
26 stycznia 2004 uzyskał stopień doktora habilitowanego. Został zatrudniony na stanowisku profesora nadzwyczajnego w Katedrze Chemii i Toksykologii Żywności na Wydziale Biologicznym i Rolniczym Uniwersytetu Rzeszowskiego.